# Amtman
Amtman eller amtmand (ämbetsman) är äldre titel på ämbetsmän i vissa tysktalande länder samt i Danmark och Norge. I Danmark och Norge var amtman titeln på styrande i ett amt. I Norge bygger det på en gammal tradition, delvis i norsk förvaltning från syssel- och lensordningens tid och delvis från ännu äldre tid. Ämbetet infördes formellt 1662, då det norska riket delades in i amt med en amtman i ledningen för amtets styrelse. År 1919 ändrades den norska titeln amtman till fylkesman. I Skåne och Blekinge fanns amtmän i till exempel Landskrona, Helsingborg och Kristianstad under skånska kriget 1676-1679.